# 淮海路街道
淮海路街道，是中国江苏南京秦淮区下属的一个街道办事处。面积0.59平方千米，人口19180人。该街道下辖3个社区，分别为延龄巷、淮海路、新街口商业步行区。2006年，秦淮区进行街道体制改革试点，撤消淮海路街道办事处，成立社区事务受理中心，由区政府派出人员直接为辖区居民服务